# Jean Marie Pierre Colbus
Jean Marie Pierre Colbus (1836-1916) prêtre catholique et député au Reichstag allemand de 1893 à 1898.

## Biographie
Jean Marie Pierre Colbus naît le 17 septembre 1836 à Boucheporn en Moselle. Après des études aux séminaires de Metz et de Strasbourg, il est nommé vicaire en Moselle, avant d'être nommé prêtre, en 1870, à Neunkirch-lès-Sarreguemines. De 1893 à 1898, Jean Marie Pierre Colbus est député au Reichstag allemand, pour les circonscriptions de Sarreguemines et Forbach (Wahlkreis Reichsland Elsaß-Lothringen 12 Saargemünd, Forbach.). Jean Marie Pierre Colbus décédera le 16 juin 1916 à Strasbourg.

## Sources
- Colbus, Jean Marie Pierre sur Datenbank der deutschen Parlamentsabgeordneten.
- Heinrich Best: Datenbank der Abgeordneten der Reichstage des Kaiserreichs 1867/71 bis 1918 Fiche biographique